# Las González
Las González es una telenovela venezolana que fue producida por Venevisión en 2002. Original de César Miguel Rondón y Mónica Montañés.
Está protagonizada por Gaby Espino y Jorge Reyes, junto a Alba Roversi, Gigi Zanchetta, Eva Moreno y Caridad Canelón. 
La novela duró 91 episodios, y fue distribuida internacionalmente por Venevisión Internacional. En el 2009 fue transmitida por Venevisión Plus de lunes a sábado a las 14.00, retransmitiendose en el 2016 a las 23 hrs.

## Sinopsis
Las González, S.R.L., manejada por las mujeres de la familia González, quienes, muy apropiadamente, tienen todas nombre de flor. Alrededor de ellas gira este relato; de su realidad cotidiana, de sus sueños y de sus hombres… los que están, los que se fueron y los que van a llegar para cambiarles la vida.
No hay nada en el mundo que apoque el brío de las González; y aunque son muy diferentes, el gran amor que se tienen las mantiene unidas. De todas, la más dulce es Alelí, quien en plena adolescencia cometió el error de quedar embarazada, y ahora es madre soltera de una linda niña. Alelí sufrió una fuerte desengaño, pero no perdió la ilusión; todavía sueña con encontrar su príncipe azul. Tal vez sea Robinsson, el joven humilde, pero emprendedor, que llega a trabajar como repartidor de flores…
Las demás González también tienen su historia. De la hermana mayor, divorciada y decepcionada de los hombres, a la eterna optimista que espera volver a enamorarse a pesar de su desastre matrimonial; de la fea que soporta a un marido insoportable a la indecisa que no termina de darle el sí a su novio de siempre… Este ramillete de mujeres, comunes y corrientes pero a la vez muy especiales, nos llevará a compartir sus vidas, con sus ilusiones y sus decepciones. Una historia que, día a día, se desarrolla en una calle por la que quizás pasamos a cada rato.

## Reparto
- Gaby Espino - Alelí Mora González
- Jorge Reyes -  Robinson Gamboa
- Adrián Delgado - Antonio Da Silva
- Alba Roversi - Orquídea González
- Víctor Cámara -  Rómulo Trigo
- Carlos Mata -  Cristóbal Ramos
- Gigi Zanchetta - Violeta González
- Carlos Olivier -  Cayetano Mora
- Caridad Canelón - Hortensia
- Aroldo Betancourt - Próspero
- Fabiola Colmenares - Lirio de Mora
- Beatriz Valdés  - Magnolia de Trigo
- Eva Moreno - Gonzala de González
- Yanis Chimaras - Américo Da Silva
- Nohely Arteaga - Camelia González
- Pedro Lander - Walter Piña
- Denise Novell - Gladiola González
- Roberto Lamarca - Otto de Jesús
- Lourdes Valera - Bromelia
- Fernando Villate
- Raúl Amundaray - Ubaldo
- Eva Blanco - Primula Da Silva
- José Oliva - Mecanico
- José Luis Zuleta -  Ariel
- Elaiza Gil - Jasmín Mora
- Maritza Bustamante - Amapola González
- Elizabeth Morales - Trinitaria Pérez
- Beba Rojas - Azalea
- Mimí Lazo - Azucena Martínez de Ramos
- María Antonieta Duque - Gardenia
- Beatriz Fuentes -  Geranio
- María Edilia Rangel - Begoña
- Samantha Suárez - Margarita
- Tania Sarabia - Ixora
- Michelle Nassef - Rosa "Rosita" Mora González
- Kimberly Dos Ramos - Petunia Piña González
- Adrián Durán - Cayetano "Cayetanito" Mora
- Jorge Salas - Romulito Trigo
- Mhinniutk Cohelo - Gladiolita
- Jesús Aponte - Yefri
- Wilmer Machado - Mirto

## Datos
- La telenovela contaba con la narración de César Miguel Rondón
- El tema de Las González es "Capullito de Alelí", interpretada por Oscar D'León
- Gran parte del elenco de la telenovela había participado en la antecesora Guerra de Mujeres.